# خوسيه غوميز (لاعب كرة قدم أرجنتيني)
خوسيه غوميز (بالإسبانية: Elías Gómez)‏ (13 سبتمبر 1986 في المكسيك - ) هو لاعب كرة قدم أرجنتيني في مركز حراسة المرمى. لعب مع باراكاس سينترال وهوراكان وCSyD Tristán Suárez ‏.

## وصلات خارجية
- خوسيه غوميز (لاعب كرة قدم أرجنتيني) على موقع قاعدة بيانات كرة القدم.إي يو (الإنجليزية)
- خوسيه غوميز (لاعب كرة قدم أرجنتيني) على موقع Soccerway.com (الإنجليزية)